# Saint-Champ-Chatonod

Saint-Champ-Chatonod este o comună în departamentul Ain din estul Franței.